# Парк імені Віслави Шимборської (Краків)
Парк імені Віслави Шимборської (пол. Park im. Wisławy Szymborskiej) – міський парк у Кракові, розташований у дільниці І Старе Місто на Пяску. Він закладений на загалом рівнинній ділянці в межах компактної забудови в центрі міста, де переважають багатоквартирні будинки XIX століття між вулицею Кармелитською на сході та вулицею Дольних Млинув (пол. ul. Dolnych Młynów) на заході, вздовж будівлі Воєводської публічної бібліотеки, до котрої він прилягає з південної сторони та вулиці Райської. У безпосередній близькості також знаходиться Базиліка Відвідин Пресвятої Діви Марії та монастир кармелітів. Займає площу 0,8 га.

## Історія
Терен, де був побудований парк, з XIX століття був плацом, який був частиною комплексу казарм імені Францішека Юзефа I австро-угорської армії на вулиці Райській, 1–3. Будинок казарми був побудований у 1858–1862 роках за проєктом Фелікса Ксенжарського. З 1992 року в будівлі розташована Воєводська публічна бібліотека . Після демілітаризації комплексу ця територія багато років використовувалася як стоянка з не дуже розвиненою інфраструктурою .
Концепція парку на місці автостоянки на вулиці Кармелицька була подана до бюджету участі міста Кракова у 2019 році та за підтримки понад 9 тис. голосів став одним із його переможних проектів . У квітні 2020 року відбулися громадські консультації щодо проекту . У червні 2020 року виникла ініціатива назвати запланований парк іменем Віслави Шимборської, поетеси та лауреата Нобелівської премії з літератури 1996 року. Ідею підтримали понад 3 тисячі людей, котрі підписали онлайн-петицію «ТАК парку ім. Віслави Шимборської» .
Парк розробило проектне бюро Гайда Ландшафтна Архітектура. Генеральним підрядником інвестиції виступила спілка Krisbud Sp.z.o.o. . Будівельний майданчик передано підряднику 14 грудня 2021 року. Спочатку інвестиційний терен піддали археологічним дослідженням. Першим етапом створення парку було видалення існуючого твердого покриттям, тобто асфальту, бетону та щебеню, з колишнього паркінгу .
У жовтні 2022 року під час будівництва парку робітники знайшли в землі стару гранату (ймовірно, граната РГ-42 радянського виробництва) та пістолет у дуже зношеному стані. Військова амуніція скоріш за все були покинута давно. Гранату зафіксували сапери та знешкодили на полігоні. Натомість пістолет відправили на балістичні випробування .
На початку квітня 2023 року під час будівельних робіт у західній частині парку, з боку вулиці Дольних Млинув, було виявлено залишки старих будівель. 17 квітня відбулося засідання комісії з охорони, яка вирішила провести архітектурну інвентаризацію фундаментів колишнього об’єкту. Також було вирішено, що дерева будуть висаджені таким чином, щоб вони не стикалися з підземними святинями, які максимально збереглися .
Урочисте відкриття парку відбулося 2 липня 2023 року, до 100-річчя від дня народження Віслави Шимборської. Церемонію відкриття було поєднано з пікніком, організованим містом у співпраці з Фондом Віслави Шимборської та партнерами, залученими до святкування Року Віслави Шимборської, встановленого у 2023 році Сенатом Республіки Польща .

## Композиція і рослинність

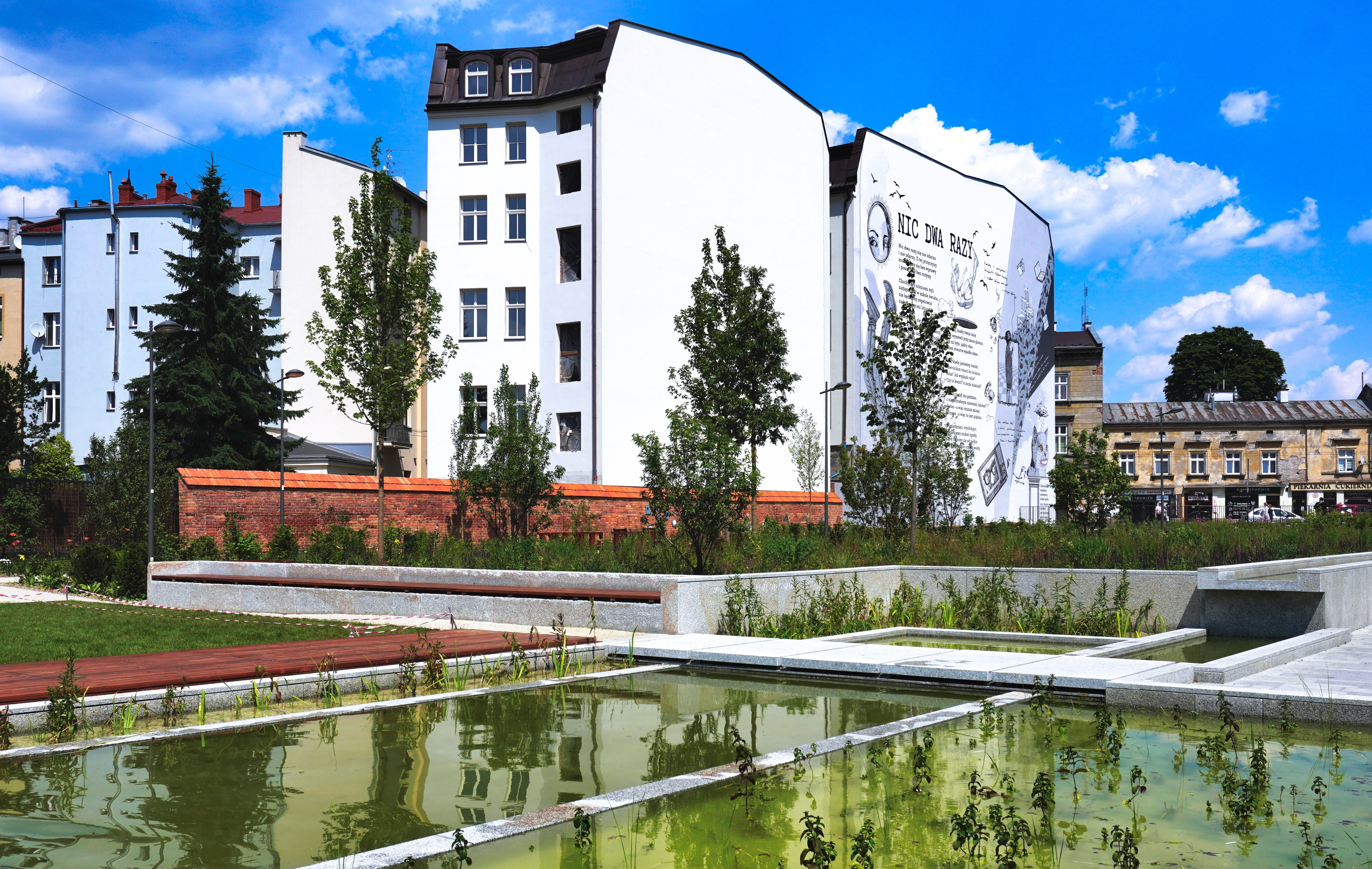
Резервуари для води

Парк був розроблений як набір взаємопроникаючих і доповнюючих інтер’єрів саду, кожен з яких має різний характер. Головна алея комплексу веде вздовж південної межі парку по всій довжині від вулиці Кармелицької до Дольних Млинув. Вздовж нього влаштована водна стихія у вигляді струмка, який каскадом спускається до водойм, розташованих у парку. Це рішення покращує мікроклімат у парку та знижує температуру навколишнього середовища, особливо в теплі дні. Це також дозволило введення водних рослин у флору парку, що збільшує біорізноманіття території . Форма водозбірників пов'язана до рибних ставків, які історично були на Пяску. Вони також виконують функцію утримання дощової води з парку та навколишніх будівель, головним чином з даху будівлі Воєводської публічної бібліотеки .
Східна частина парку була влаштована як фруктовий сад, який за формою нагадує колишні фруктові сади кармелітів, які займали значну частину Пяска. Центральна частина була спроектована як відкрита галявина, що відноситься до історично існуючих на цій території великих луків у часи до розширення міста в цьому напрямку, а також до плацу колишніх казарм. Галявина має напівкруглу форму, вкрита травою та квітами, з півночі оточена дугоподібною алеєю, а з півдня — головною алеєю з «струмком». Західна частина парку, розташована ближче до вулиці Дольних Млинув, є формою невеликого лісу, переліску, що відноситься до лісів Краківського Звежинця. Це рішення також покликане пом’якшити шум, що доноситься з вулиці, і обрамити краєвиди на колишню сигарну фабрику на вулиці Дольних Млинув .
Низькі рівні рослинності в гаю на західній стороні парку заповнені квітучими багаторічними рослинами та цибулинними. Уздовж південної межі парку та головної алеї введено ряд лип, доповнений насадженнями кущів з білими квітами та плодами. Важливим елементом композиції парку є сенсорні сади у вигляді багаторічних грядок, кожна з яких характеризується різними кольорами, ароматами та формою використання зелених насаджень. Розбиті Червоний, Зелений, Жовтий і Синій сади. Чотири сади означають замкнуті сади всередині кварталів Старого міста Кракова . Види рослин були підібрані таким чином, щоб давати різноманітний ефект протягом вегетаційного періоду .
У парку висаджено 125 дерев, серед яких: каштани, клени, дуби, граби та тополі . Серед фруктових дерев є: яблуня, груша, вишня, черемха та слива. Нижні насадження становлять понад 1500 кущів, серед яких: бузина звичайна, бузок звичайний, калина, троянда, гортензія дуболистна, ірга Ламарка, калікантус і порічки білі. Рослинність парку доповнюють близько 18 500 багаторічних рослин, у тому числі: приворотень, лілейники, гірча, флокси та айстри, 70 800 цибулинних, у тому числі: шафранів, пролісків, зимових аконітів та понад 1000 водних рослин, включаючи півники жовті, вероніку струмкову, плакун верболистий та латаття біле  .
До парку веде п'ять входів. Інфраструктура передбачає рішення, спрямовані на полегшення пересування людей з обмеженими можливостями, напр. вздовж струмка, який проходить паралельно головної алеї, було введено функції, які допомагають людям із вадами зору відчути край і запобігають випадковому падінню у воду. Крім того, алеї в парку обладнані різними видами покриттів, які, завдяки змінній фракції, структурі або звукам, що видаються під час руху, мають полегшити пересування людей з вадами зору .
Композицію парку доповнено елементами, присвяченими його патронці Віславі Шимборській. З'явилися парасолі, що є відсиланням до анекдотів про те, що поетеса часто їх губила. На історичній стіні з’явилася настінна композиція, що відсилає до звички Шимборської колекціонувати різноманітні артефакти. Це рухливі, нерухомі елементи, які видають звуки, виконують функціональну або суто декоративну функцію. Простір парку включає також інсталяції, що складаються з трьох двосторонніх стінок з плитками, що обертаються, з’єднаних між собою у формі літери «Y». Плитки містять слова та малюнки, з яких можна скласти речення залежно від того, як плитки повернуті. Перша стіна містить прості слова, друга - повторення слів з першої, але англійською, третя, в свою чергу, більш складні слова. Ці інсталяції були натхненні колажами, які Шимборська створила з газетних вирізок. Також у парку встановлено валуни та сталеві літери з фрагментами поеми «Можливості» (пол. „Możliwości”) .
На стіні сусідньої кам’яниці на вулиці Кармелицької, 28, що прилягає до парку, створено мурал за проектом графічних дизайнерів компанії Medicine. У ньому представлено текст одного з віршів Шимборської – «Нічого двічі» та графіки, яка відсилає до колажу – ще одного напряму творчої діяльності поетеси. У кольорах, що  використані на розписі, переважають чорний і білий. Композиція була створена в рамках ініціативи «101 фреска для Кракова» — річної програми створення контекстних широкоформатних настінних розписів у співпраці з Фондом Віслави Шимборської та Osti Hotele  .

## Галерея

Будування парку
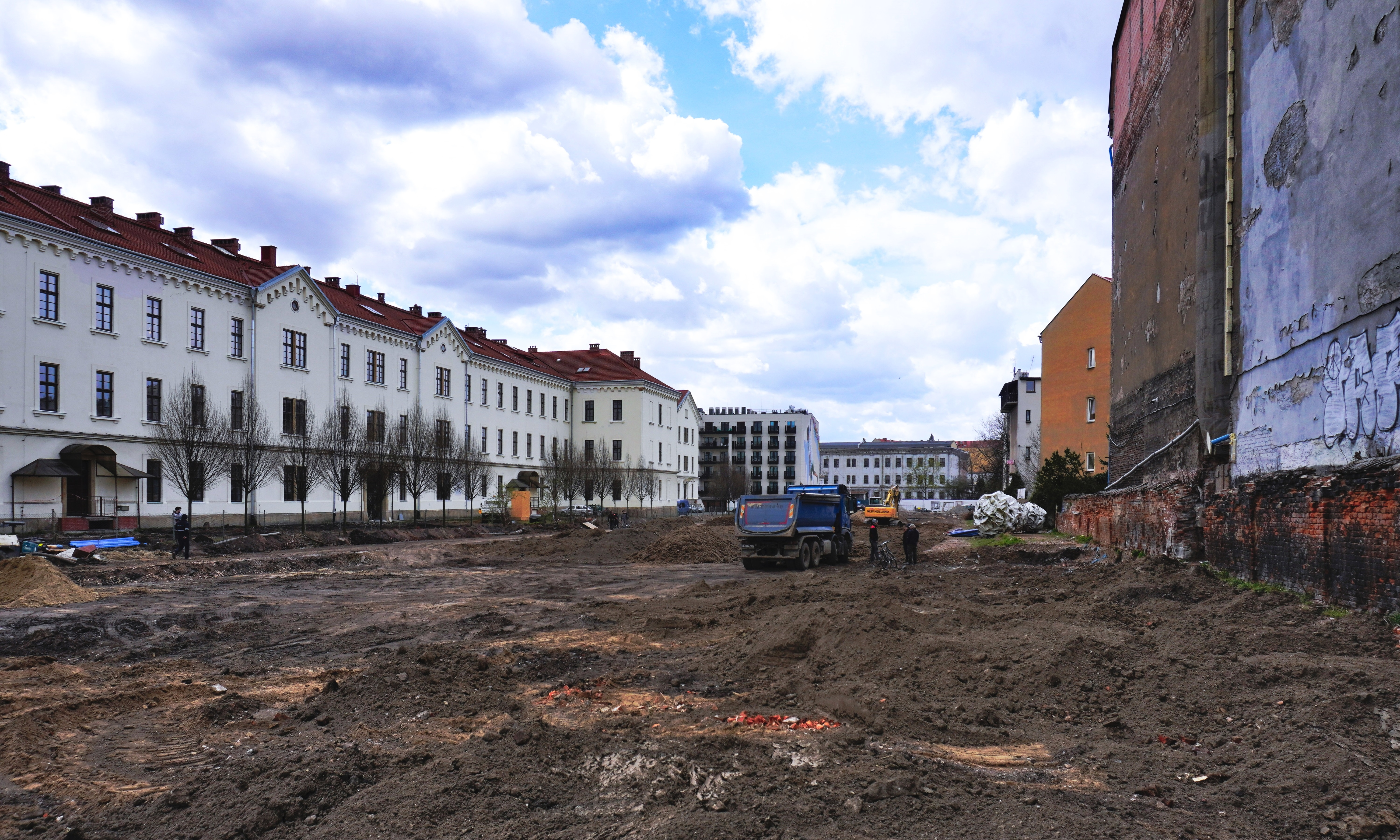
Стан у квітні 2022
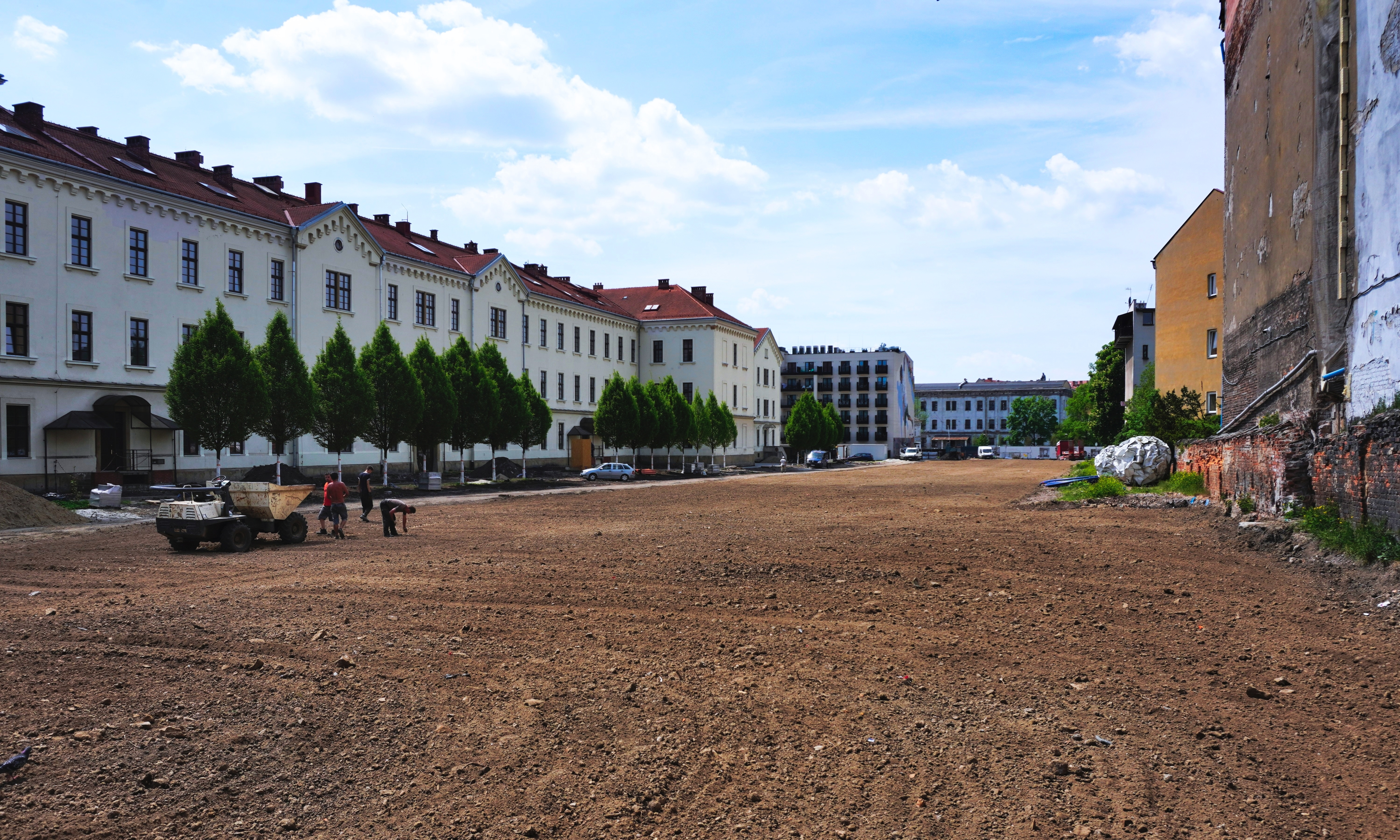
Стан у травні 2022
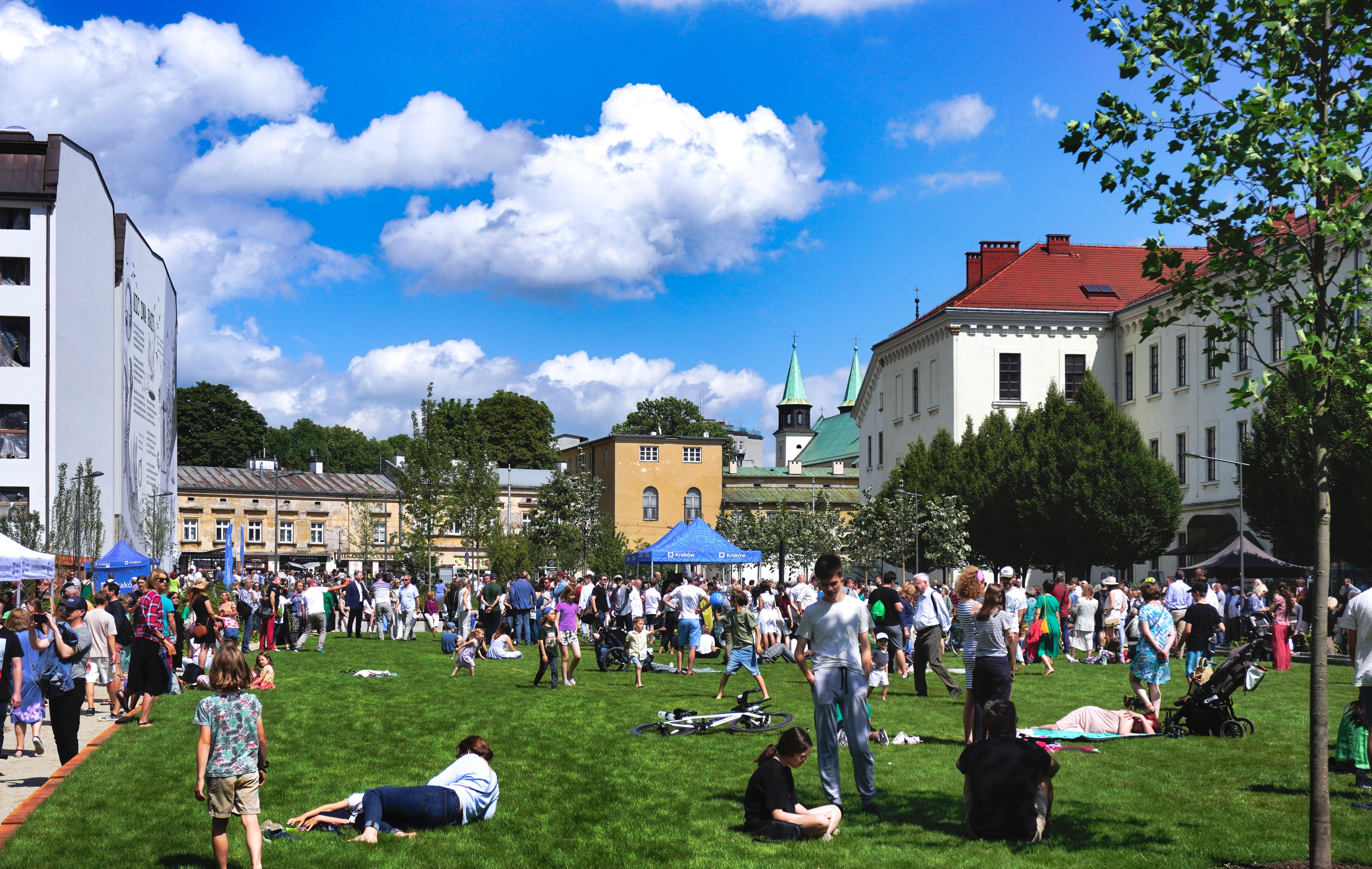
Парк у день відкриття, 2 липня 2023

Інфраструктура
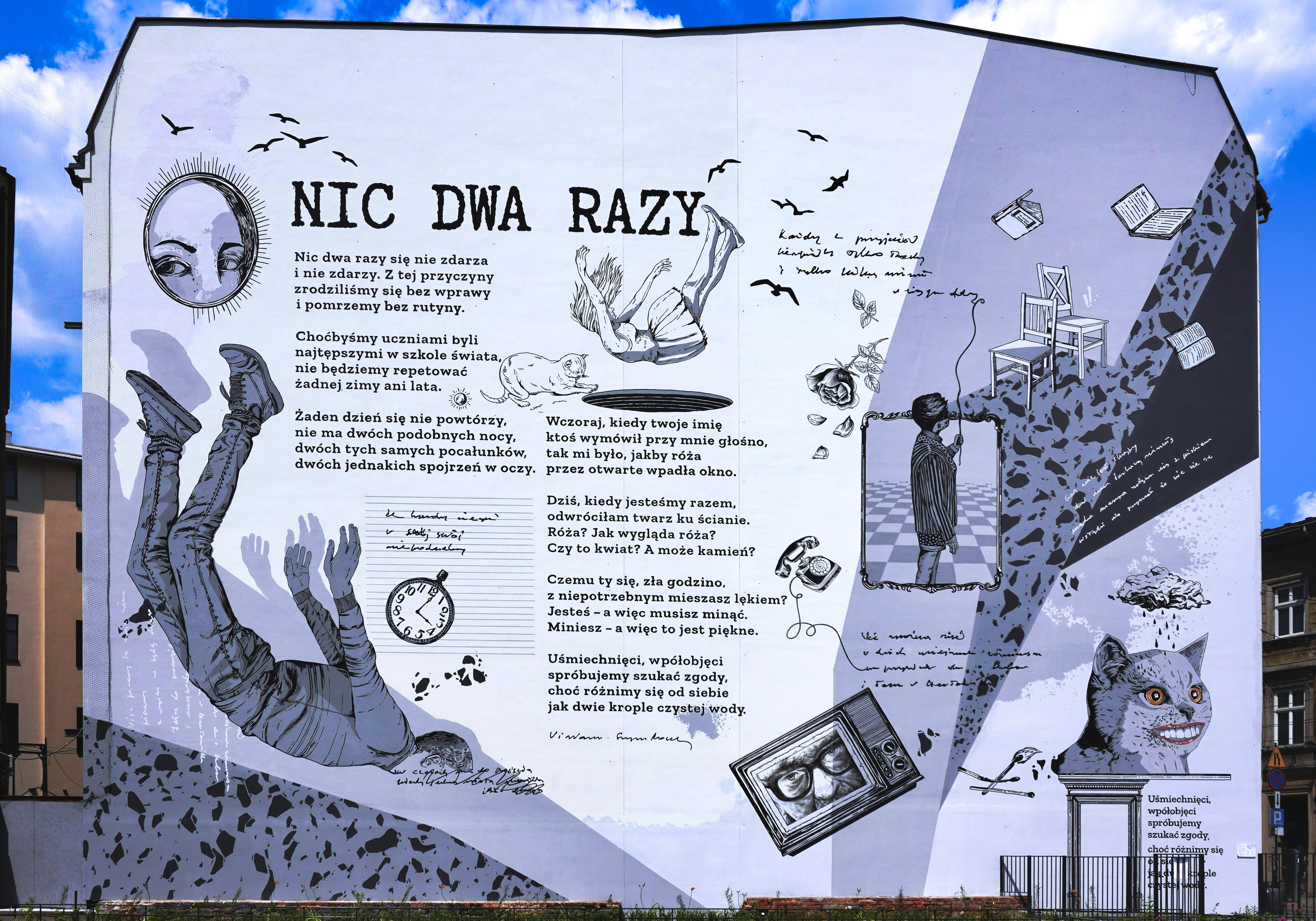
Мурал на стіні кам'яниці по вул. Кармелитська 28
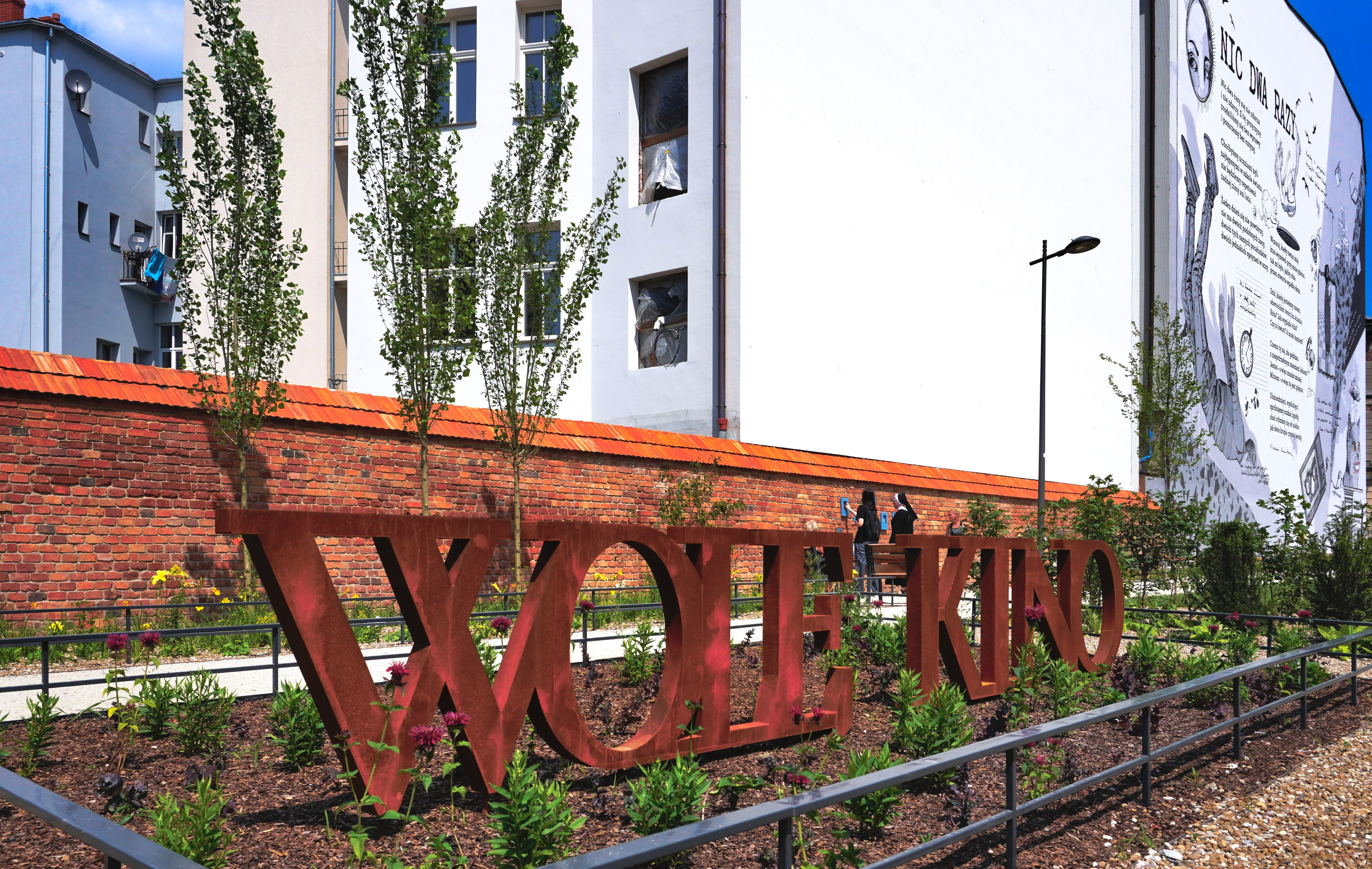
Стальні літери з фрагментами вірша „Możliwości”
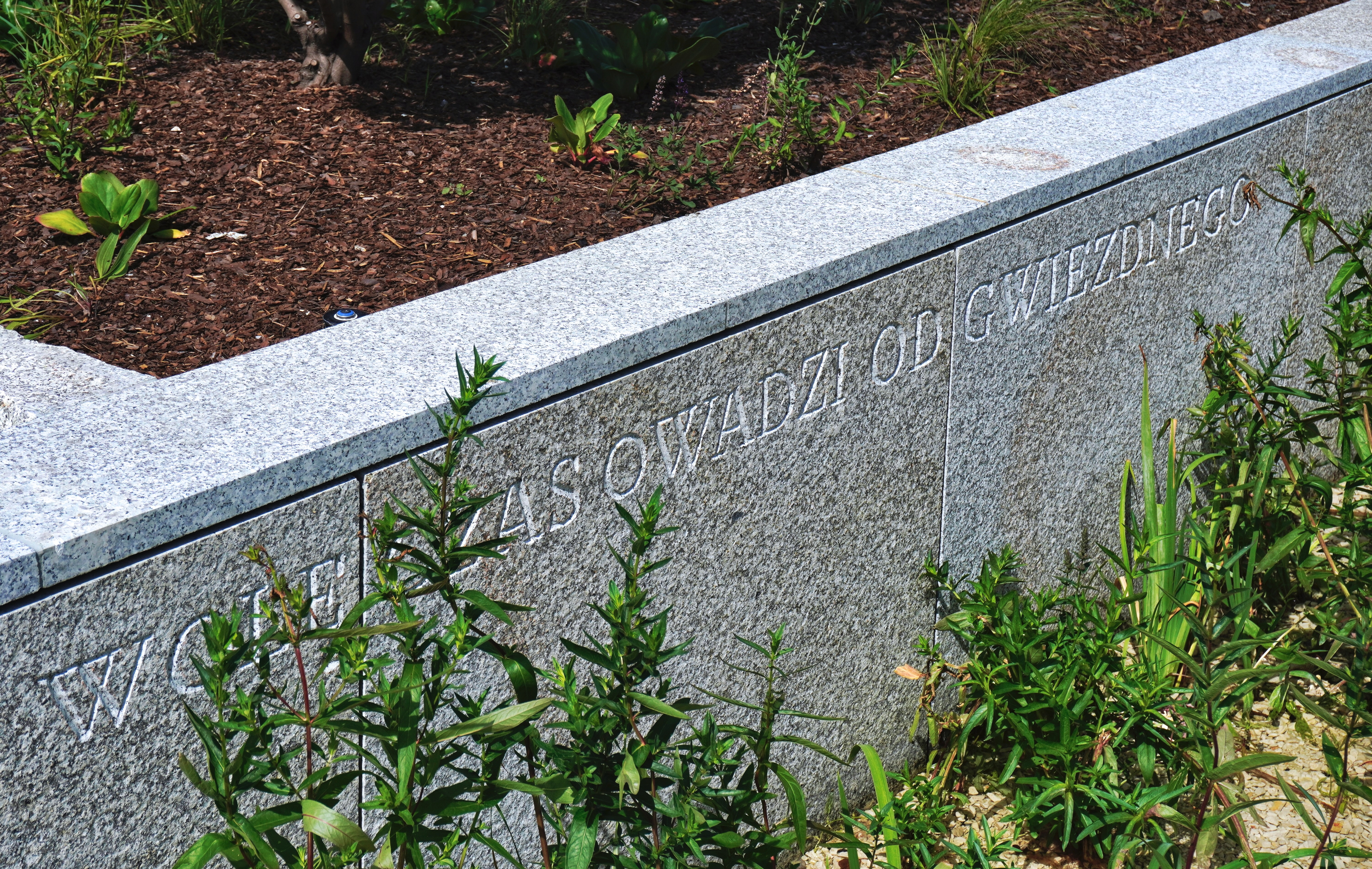
Викарбована у гранітному мурі цитата з вірша „Możliwości”
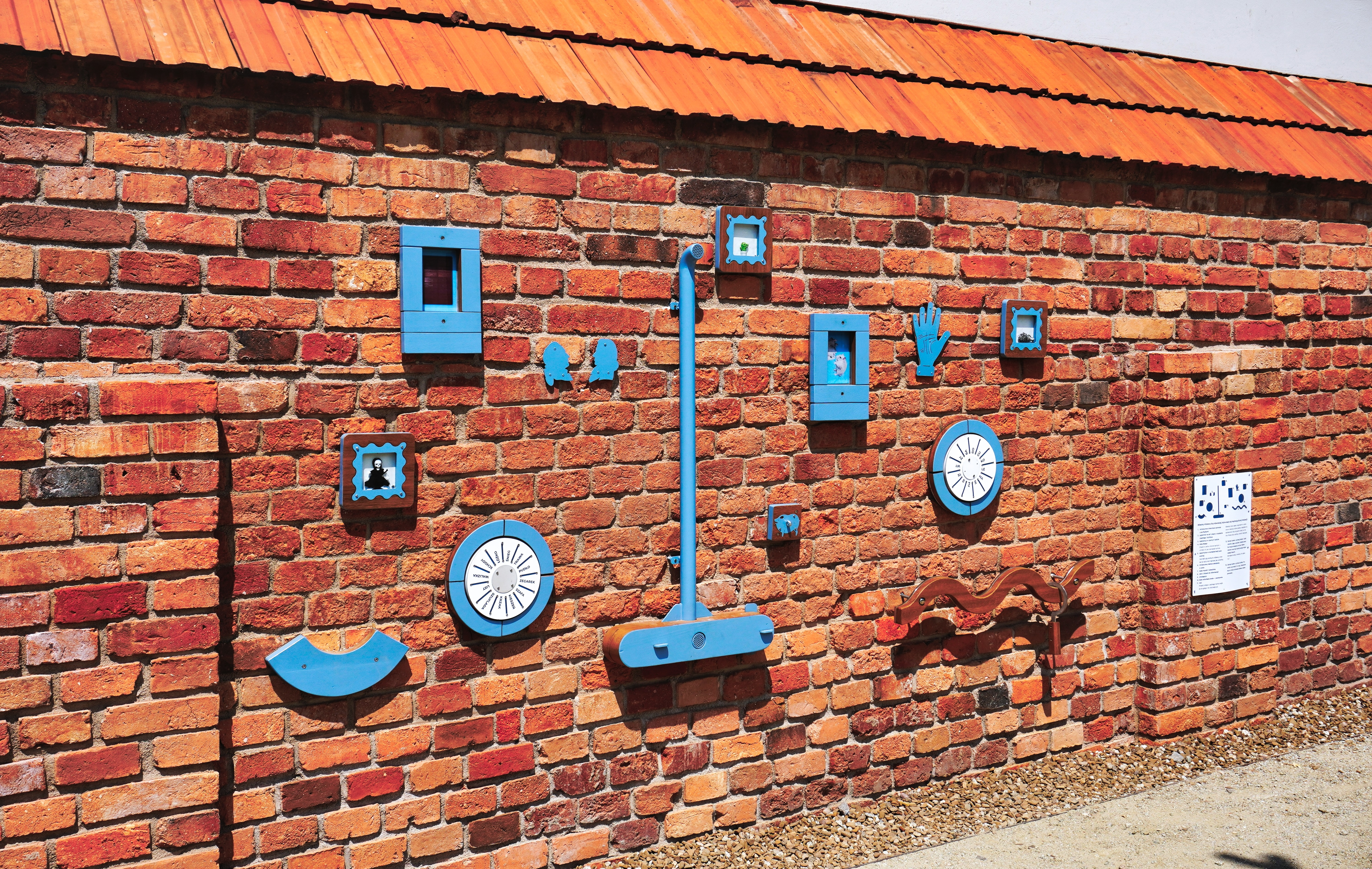
Композиція настінна
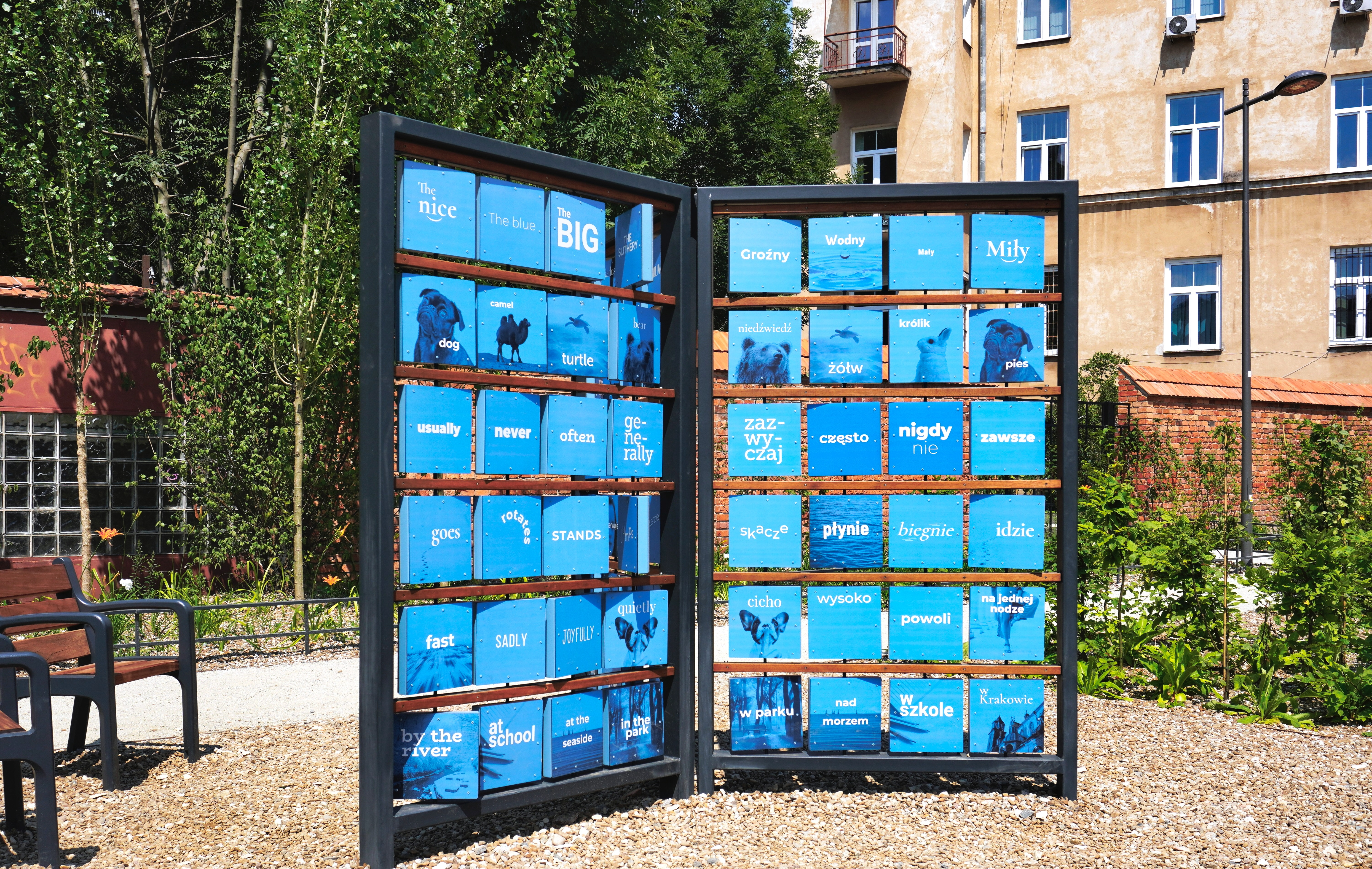
Інсталяція з плитками, що обертаються
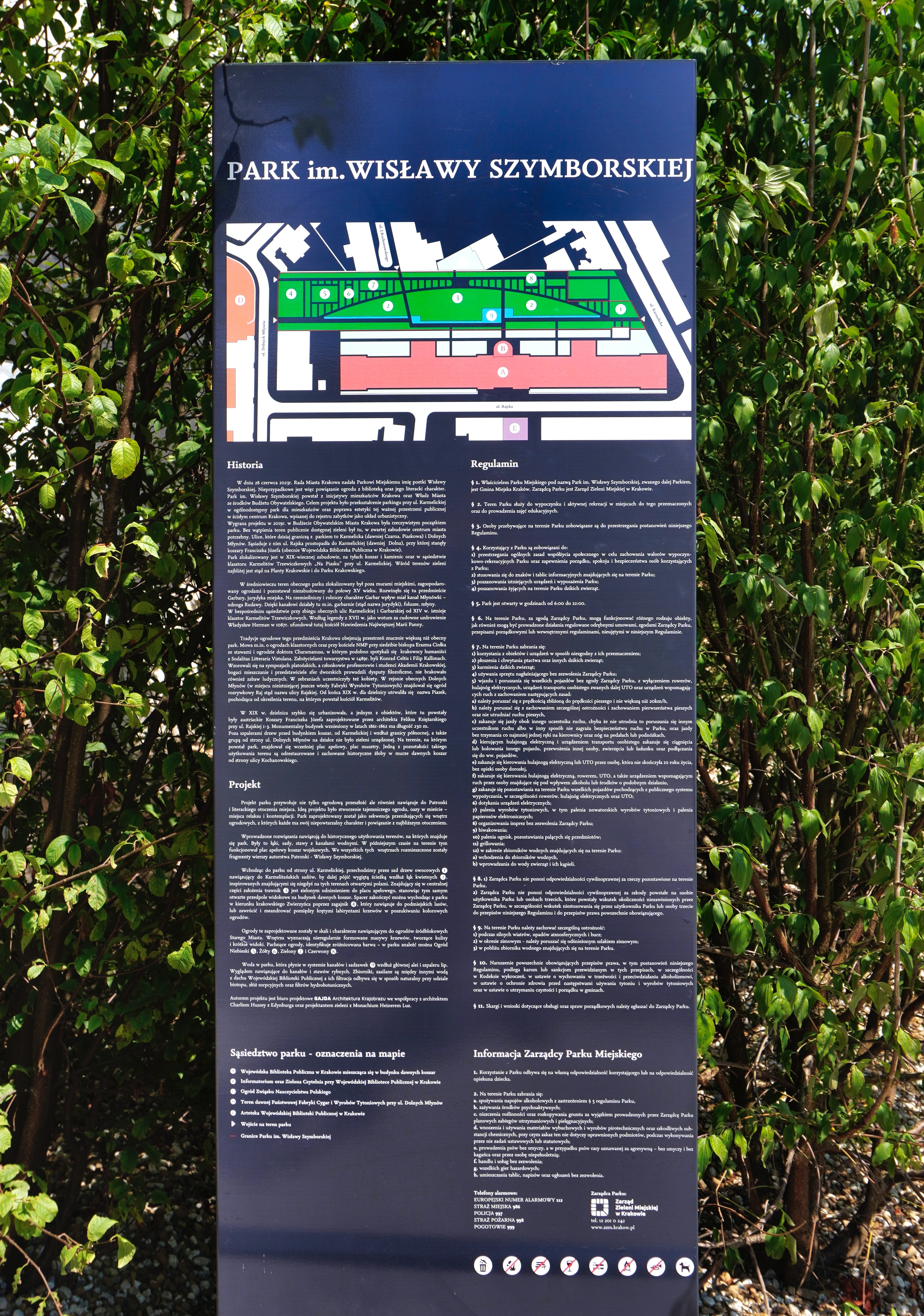
Таблиця інформаційна